# Günther Kolbe
Günther Kolbe (* 17. April 1959 in Osterhofen) ist ein deutscher Jurist. Er war bis 30. Juni 2025 Präsident des Bayerischen Landessozialgerichts.

## Leben und Wirken
Kolbe war seit 1990 als Regierungsrat beim früheren Versorgungsamt Landshut, dem heutigen Zentrum Bayern Familie und Soziales tätig. 1991 wechselte er zum früheren Landesversorgungsamt Bayern, 1992 an das Bayerische Sozialministerium. Von 1994 bis 1998 arbeitete er als Referent in der CSU-Landesgruppe der Fraktion der CDU/CSU im Deutschen Bundestag. Nachdem er 1999 wiederum im Bayerischen Sozialministerium tätig gewesen war, erfolgte 2000 seine Ernennung zum Richter am Sozialgericht in Landshut. 2004 erfolgte für zwei Monate eine Abordnung an das Sozialgericht Augsburg. Anschließend war er als Richter am Bayerischen Landessozialgericht tätig. 2008 wurde er zum Präsidenten des Sozialgerichts Regensburg, 2010 zum Präsidenten des Sozialgerichts München ernannt. Vom 1. September 2018 bis 30. Juni 2025 war er Präsident des Bayerischen Landessozialgerichts.